# هيرمان ويبستر مدجت
هيرمان ويبستر مدجت (بالإنجليزية: Herman Webster Mudgett)، والمعروف باسم الدكتور هنري هوارد هولمز (بالإنجليزية: Dr. Henry Howard Holmes)، وهو أول قاتل متسلسل موثق بالمفهوم العصري للكلمة. ليس لقسوته حدود، مريض بالجريمة، مدمن على منظر الدماء وأنين المعذبين، وفي الوقت ذاته هو شخص شديد التهذيب، «جنتلمن» بحسب التعبير الإنكليزي الشائع، أنيق، مثقف، حاد الذكاء، ويعرف كيف يوقع أجمل النساء في حبائله.

## حياته
ولد مدجت في مدينة غيلمانتون (نيوهامشير) في 16 مايو 1861، كان والده قاسيًا ومدمنًا على الكحول في حين كانت والدته امرأة شديدة التدين، ذات مرة أجبره أصدقائه وهو صغير على لمس هيكل عظمي حقيقي بقصد إخافته، لكن هولمز أصبح من يومها مولعًا بفكرة الموت.
درس الطب في جامعة ميتشغان وقد تخرج منها بعد اجتياز الأمتحانات. وخلال الدراسة كان يسرق جثث المختبر ويشوهها ويدعي انها لأشخاص لقو مصرعهم بالخطأ وذلك من أجل جمع أموال التأمين من بوليصة كل شخص متوفى. انتقل إلى شيكاغو لممارسة مهنة الصيدلة. كما انه في هذا الوقت بدأ بالانخراط في العديد من الأعمال المشبوهة، والعقارات، والصفقات الترويجية تحت اسم "H.H. Holmes".

## شيكاغو و"قلعة الموت

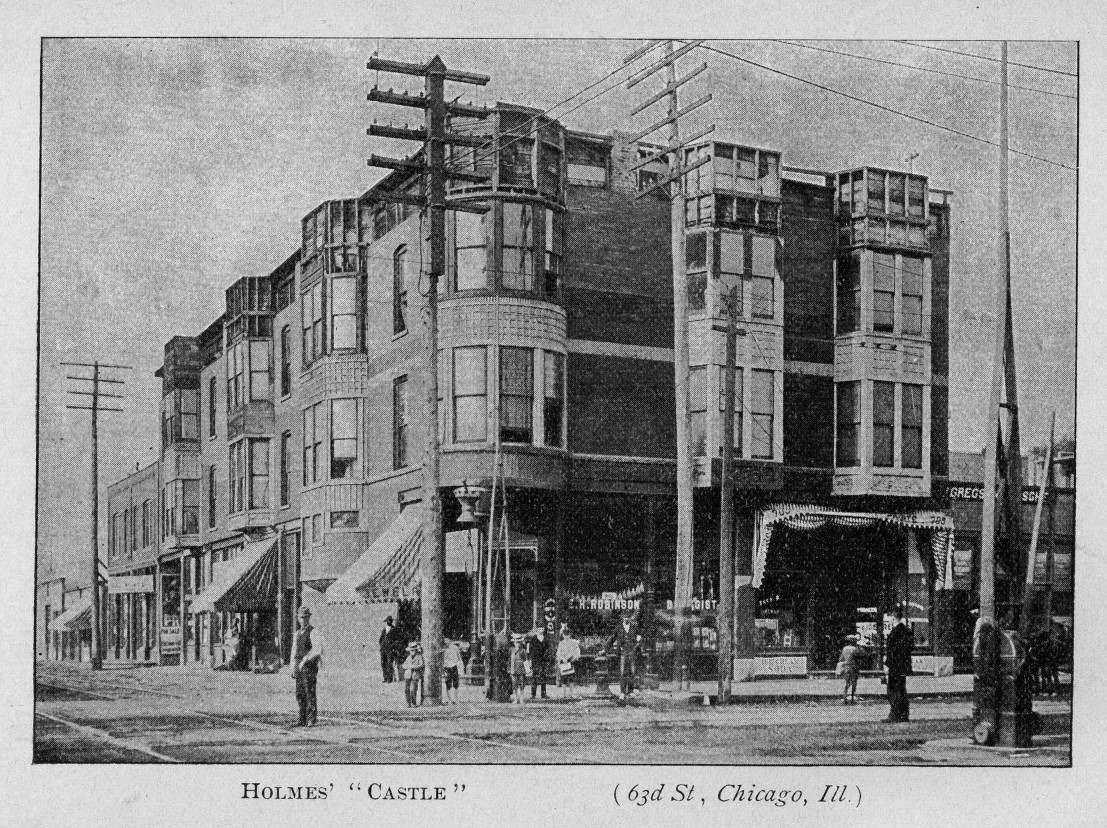
قلعة هولمز

في عام 1893 استضافت مدينة شيكاغو المعرض العالمي وقررت أن تقيم لهذا الغرض مدينة كاملة رائعة الجمال مبنية على الطراز الأوروبي الكلاسيكي وقد أطلق على هذه المدينة اسم «المدينة البيضاء» بسبب غلبة اللون الأبيض على مبانيها، وقد اجتذبت هذه المدينة مئات آلاف الزوار الذين وفدوا ليشاهدوا هذه التحفة العجيبة، ووسط هذا الجمع الغفير قرر هولمز تنفيذ خطته الجهنمية الرهيبة.
استغل هولمز مناسبة المعرض العالمي وتوافد الزوار إلى شيكاغو فأقام فندقًا لاستقبال زائري المعرض، لكن ما لم يعلمه أحد هو أن هولمز قد صمم الفندق بنفسه بحيث يحتوي على غرف مخفية وأبواب سرية وحجرات تعذيب معزولة بحيث لا يستيطع أحد من زوار الفندق سماع الصرخات المرعبة لضحايا هولمز. اختار هولمز كل ضحاياه من النساء من زائرات المعرض فكان يتعرف إليهن ثم يدعوهن إلى فندقه ليقوم هناك بارتكاب جريمته باستخدام وسائل القتل والتعذيب.

## اعتقاله
بحلول عام 1893 ترك هولمز شيكاغو وفندقه هناك- بسبب الكساد الاقتصادي وفزع 1893- ليذهب إلى تكساس حيث ميراثه من الأختين «ويليامز». سعى هولمز هناك لبناء قلعة أخرى ولكنه سرعان ما تخلى عن هذا المشروع وأكمل تنقله عبر الولايات المتحده وكندا.
تم اعتقال هولمز وسجنه لأول مره في يوليو 1894 في قضية احتيال انتهت في سانت لويس. أثناء اعتقاله تعرف هولمز على «هيدجبيث» سارق قطارات يقضي 25 سنة مدة عقوبته، ليكون «هيدجبيث» من العوامل التي ساعدت في القبض على هولمز في النهاية. تحدث إليه هولمز عن خطته الي تتضمن النصب على شركة تأمين لأخذ 10,000 دولار عن طريق عمل بوليصة تأمين بإسمه ثم تزوير موته ليأخذ البوليصة. أعطاه «هدجبيث» اسم محامي يثق به بعد أن وعده هولمز ب 500 دولار عمولة له. تم دفع الكفالة لهولمز ليخرج من السجن ويذهب إلى المحامي «جيبثا هاوي» الذي وافق أن يساعده بعد اقتناعه بمدى عبقرية الخطة. ولكن حظ هولمز خانه وفشلت خطته في تزييف موته بعد أن شعرت شركة التأمين بالشك في الأمر ورفضت صرف المبلغ.
قرر هولمز كعادته البدء في خطة أخرى على الفور ألا وهي تزييف موت مساعده «بيتيزل» في خطة مشابهة للسابقة. وافق «بيتيزل» على الخطة حتى تتمكن زوجته من أخذ وثيقة التأمين واقتسامها مع هولمز والمحامي «هاوي». تم الاتفاق على مكان السيناريو في فيلادلفيا ومحتواه أن يتنكر «بيتيزل» في شخصية مخترع، ويقتل في حادث انفجار في معمل، وبالطبع كان على هولمز ان يجد جثة لتحل محل «بيتيزل». ولكن عليك ألا تثق في مجرم أبدا، فبدلا من إحضار الجثة قام هولمز بحرق جسد مساعده بعد أن أفقده الوعي باستخدام مادة الكلوروفورم. نجحت الخطة وبدأ هولمز في استلام أموال وثيقة التأمين. لم يكتفي بذلك بل ذهب ليخدع أرملة «بيتيزل» لتعطيه وصاية ثلاثة من أولادهما الخمسة (أليس، نيللي. وهاورد) لأسباب أخفاها في نفسه.
بدأ هولمز رحلته مع أبناء «بيتيزل» الثلاثة بالسفر عبر الولايات الشمالية إلى كندا. كان هولمز في نفس الوقت يصطحب أرملة «بيتيزل» في طريق موازي يغيب عنها بحجج غياب متعدده، يخدعها كل هذا الوقت عن حقيقة مقتل زوجها، مقنعا إياها أنه يختبئ في لندن، وعن سبب غياب أبنائها الثلاثة.
في اعترافاته لاحقا، اعترف هولمز بقل الأختين «نيللي وأليس» عن طريق إجبارهما على البقاء في صندوق محكم الغلق وبه فوهة في السقف موصله بخرطوم غاز قادر على خنقهما. تم اكتشاف الجثتين لاحقا من قبل المحقق «فرانك جيير» الذي تتبع هولمز إلى تورنتو ليجد الجثتين المتحللتين مدفونتين في قبو المنزل. توصل «جيير» أيضا إلى حقيقة مقتل الأخ الثالث في كوخ ب إنديانابوليس حيث عُثِر على بقايا عظام الطفل وأسنانه في مدخنة المنزل. كما تم التأكد من زيارة هولمز للصيدلية التي اشترى منها الأدوية لقتل «هاورد», ومن المحل الذي قام عنده بإحماء السكاكين التي قطع بها جثته قبل حرقها.
في 17 نوفمبر 1894 أنتهى أخيرا سلسال القتل بعد أن ألقت الشرطة القبض على هولمز في بوسطن بمساعدة المعلومات من السجين «هيدجبيث» الذي تكاسل هولمز في إعطائه عمولته مقابل اسم المحامي الذي أعطاه له، وبعد ملاحقة وكالة التحقيق Pinkertons له من فيلادلفيا. بدأ البوليس التحقيق في القضية وتفتيش ممتلكات هولمز، خلال حملة تفتيش على فندق هولمز في شيكاغو تسلل الشك إلى رجال الشرطة بعد أن سمعوا من خدم الفندق عن وجود أماكن كان يحظر عليهم الاقتراب منها في الفندق، وبعد حملة تفتيش دقيق وقع رجال الشرطة على مسلخ بشري حقيقي كان هولمز قد أقامه في فندقه وقد احتوى على جثث نحوي مئتي امرأة من ضحاياه الأبرياء ودلائل على قتله لزوجته السابقة "Minnie Williams " واختها "Annie Williams".
حوكم هولمز وقد هزت قضيته وقتها الرأي العام الأمريكي الذي لم يكن قد ألف مثل هذا النوع من الجرائم، وفي عام 1896 تم إعدام هولمز شنقًا حتى الموت وكان يومها في الخامسة والثلاثين من العمر.

## روابط خارجية
- هيرمان ويبستر مدجت على موقع الموسوعة البريطانية (الإنجليزية)
- هيرمان ويبستر مدجت على موقع إن إن دي بي (الإنجليزية)